# Hydrocotyle trachycarpa
Hydrocotyle trachycarpa är en växtart i släktet Hydrocotyle och familjen araliaväxter.
Arten förekommer i Australien. Den beskrevs av Ferdinand von Mueller 1853.